# Bolesław Prus
Bolesław Prus (eredeti nevén Aleksander Głowacki, Hrubieszów, 1847. augusztus 20. – Varsó, 1912. május 19.) a pozitivizmus korszakában alkotó lengyel író és publicista.

## Életpályája

### Gyermek- és ifjúkora
Lengyelországban, a Lublini vajdaságban született. Apja a nemesi származású Antoni Głowacki, anyja Apolonia Trembińska, akit Bolesław 3 éves korában elvesztett, majd 9 évesen az apját is, ezért a Puławyban lakó nagyanyja, Marcjanna Tembińska vette gondozásába. Miután nagyanyja meghalt, Lublinban lakó nagynénjéhez költözött, ahol 4 évig (1857-től) a helyi általános iskolába járt. Ezután a 13 évvel idősebb Leon bátyjával, aki történelem tanárként dolgozott, Siedlcébe költözött. 1862-ben bátyjával a Kielce nevű városba költözött, ahol megkezdte gimnáziumi tanulmányait.
Bátyja – a „vörösök” frakciójának aktivistája – hatására Aleksander 1863-ban, 16 évesen megszakította gimnáziumi tanulmányait, és részt vett a januári felkelésben. Szeptember 1-jén a Kielcétől 4 kilométerre lévő Białka faluban, ütközetben megsebesült. Orosz fogságba került, de – tekintettel fiatal korára, nagynénjének köszönhetően – a kórházi kezelés után megengedték, hogy visszatérjen Lublinba, a családjához. 1864. január 10-én egy hetilapban megjelent A Pegazushoz című verse, amit Jan w Oleju (Olajban János) álnéven írt alá.
1864. január 20-án Głowackit letartóztatták a felkelésben való részvételéért. Januártól áprilisig a lublini vár börtönében ült. A hadbíróság megfosztotta nemesi címétől és nagybátyja, Klemens Olszewski gyámsága alá helyezte, mivel az eddig öccséről gondoskodó Leon Głowacki gyógyíthatatlan elmebetegségbe esett. Börtönből való szabadulása után Aleksander folytatta tanulmányait a lubelski gimnáziumban, amit végül 1866. június 30-án, kitűnő eredménnyel fejezett be.
Érdekelte a szentpétervári egyetem, azonban anyagi okokból nem engedhette meg magának, hogy ott folytassa tanulmányait. Így hát a varsói főiskola matematika-fizika szakán tanult tovább. Varsóban házitanítóként és óraadóként próbálta megkeresni a megélhetésre valót, nem nagy sikerrel. Szabadidejében az egyik lapba írt leveleket, amelyeket továbbra is a Jan w Oleju álnéven írt alá.
Anyagi gondjai miatt 1869-ben, harmadévesen, tanulmányi megszakítására kényszerült. Ezután Puławyban erdészeti szakon tanult tovább, ámde már 1870 szeptemberében visszatért Varsóba, mivel konfliktusa támadt az egyik megkeresni; volt például fényképész, utcai szónok, lakatos. 1871-ben lefordította John Stuart Mill filozófus Logika című művét. Különféle munkákkal próbálta kenyerét megkeresni, ezek mellett életében először kipróbálta az újságírást is.

### Magánélete

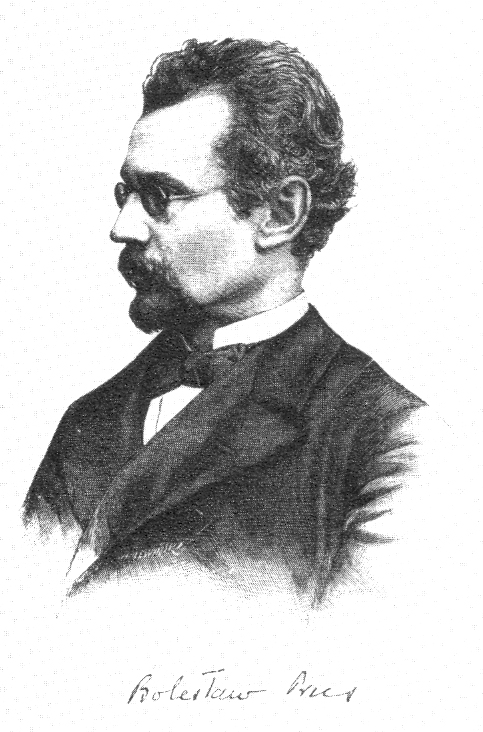
Prus, 1890

1882-ben Prus először utazott üdülni a gyógyvizéről híres Nałęczów helységbe. Ettől kezdve a kisváros kedvenc üdülőhelyévé vált, amelyet az elkövetkezendő 30 évben, vagyis haláláig, rendszeresen látogatott. Ma itt található Bolesław Prus múzeuma, a Małachowski kastélyban.
1892-ben tanúskodott Stefan Żeromski és Oktawia Rodkiewiczowa esküvőjén. Az ifjú pár és Prus jó barátok voltak, Nałęczówban ismerkedtek meg, az író egyik utazása alkalmával. Prus gondoskodott Żeromskiról, mint kezdő íróról.
Életében egyetlenegyszer utazott külföldre, 1895-ben. Ekkor ellátogatott Németországba, Svájcba és Franciaországba.

## Munkássága
Főműve A fáraó című történelmi regény XIII. Ramszesz életéről. 

## Magyarul
- Knut Hamsun: Viktória. Regény / Boleslav Prus: Mihók, a buta; ford. Telekes Béla; Athenaeum, Bp., 1902 (Az Athenaeum olvasótára)
- A fáraó. Történelmi regény. 1-3. köt.; ford. Havas József; Dante, Bp., 1929 (Halhatatlan könyvek)
- Lengyelek a magyar szabadságharcban. Részlet a Baba c. regényből; ford., bev. Surányi Júlia; Városi Ny., Debrecen, 1937
- A bábu. Regény, 1-2.; ford. Mészáros István, bev. Kovács Endre; Szépirodalmi, Bp., 1952